# Чорна діра зоряної маси

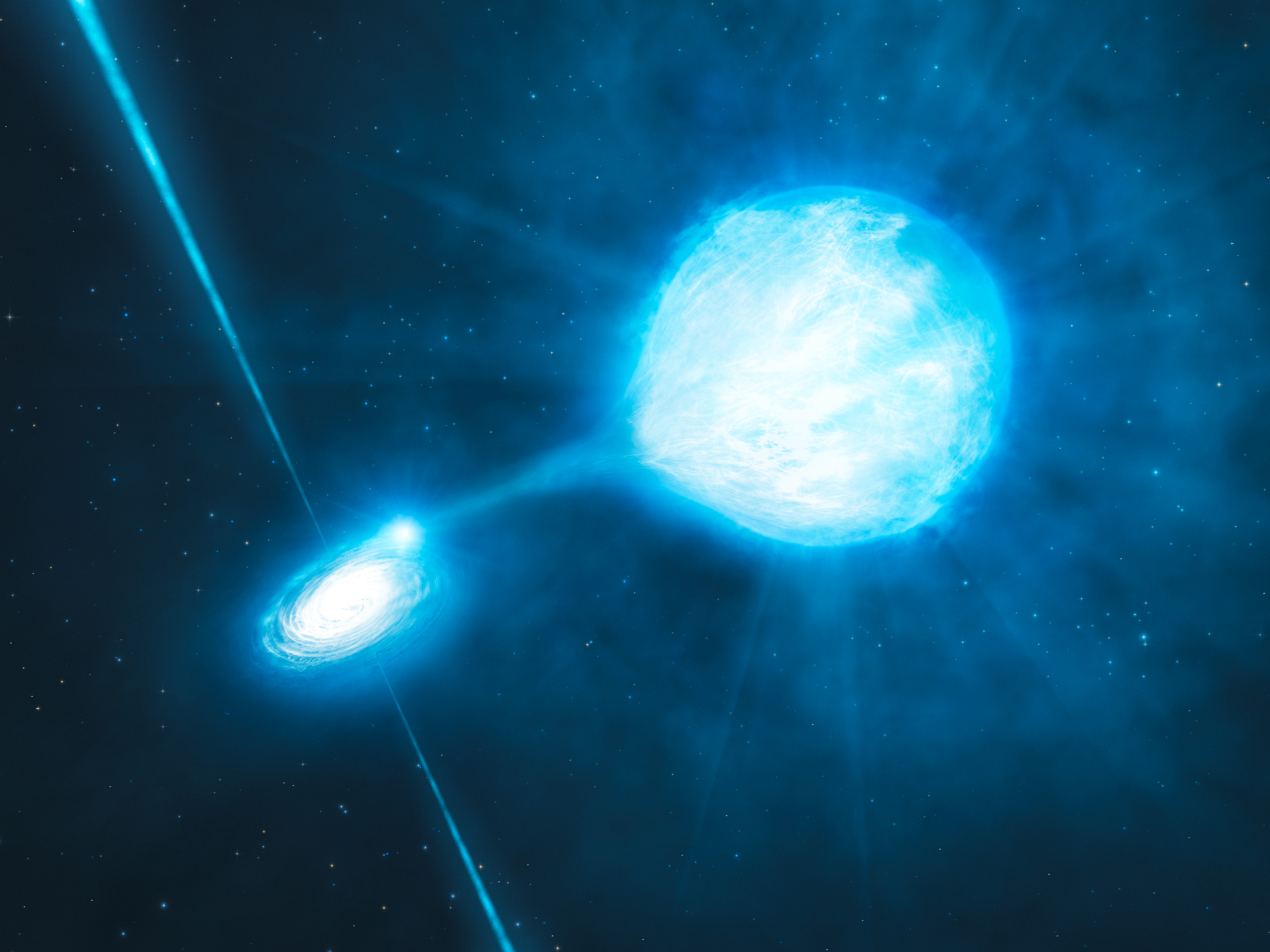
Вигляд чорної діри зоряної маси (ліворуч) у спіральній галактиці NGC 300 у представленні художника; чорна діра пов'язана із зорею Вольфа — Райє.

Зоряна чорна діра, колапсар (або чорна діра зоряної маси) — чорна діра, утворена внаслідок гравітаційного колапсу зорі. Вони мають маси приблизно від 5 до кількох десятків мас Сонця. Процес спостерігається як вибух наднової або як спалах гамма-променів. Властивості таких об'єктів описуються, згідно з сучасними науковими уявленнями, загальною теорією відносності[джерело?].

## Властивості
Згідно з теоремою про відсутність волосся, чорна діра може мати лише три фундаментальні властивості: масу, електричний заряд і кутовий момент. Навколо чорної діри можна побудувати уявну поверхню, з-під якої не може виходити випромінювання, така поверхня називається горизонтом подій. Кутовий момент зоряної чорної діри зумовлений збереженням кутового моменту зорі або об'єктів, які його створили[джерело?].
Гравітаційний колапс зорі є природним процесом, який може призвести до появи чорної діри. Це неминучий етап у кінці життєвого циклу великої (за масою) зорі, коли всі внутрішні джерела енергії вичерпуються. Далі, в залежності від маси зорі, й обертального моменту можливі три кінцеві стани[джерело?].
- Якщо маса   частини зорі, що колапсує, нижча межі Толмена — Оппенгеймера — Волкова (скорочено TOV) для нейтронно-виродженої матерії, кінцевим продуктом є компактна зоря:
  - для мас нижче межі Чандрасекара — білий карлик;
  - для мас між межею Чандрасекара та TOV — нейтронна зоря, або, наразі гіпотетична, кваркова зоря.
- Якщо колапсуюча зоря має масу, що перевищує межу TOV, руйнування триватиме доти, доки не буде досягнуто нульового об'єму, і навколо цієї точки в просторі не утвориться чорна діра.

Максимальна маса, яку може мати нейтронна зоря (без перетворення у чорну діру), точно невідома. У 1939 році вона оцінювалась у 0,7 маси Сонця (M☉); цю межу назвали межею Оппенгеймера. У 1996 році інша оцінка підвищила верхню межу мас до проміжку від 1,5 до 3 сонячних мас. Максимальна маса, яку спостерігали у нейтронних зір, становить 2,14 M☉ для PSR J0740+6620, яку винайшли у вересні 2019 року.
Згідно із загальною теорією відносності, маса чорної діри може бути будь-якою. Що менша маса, то вищою повинна бути щільність речовини, щоб утворилася чорна діра. Немає відомих процесів, які можуть утворювати чорні діри з масою меншою, ніж кілька мас Сонця. Якщо такі маленькі чорні діри існують, то, найімовірніше, це [[Первинна чорна діра|первинні чорні діри[джерело?]]]. До 2016 року найбільша відома зоряна чорна діра мала 15,65 ± 1,45 маси Сонця. У вересні 2015 року за допомогою гравітаційних хвиль була виявлена обертова чорна діра з масою 62±4 маси Сонця, яка утворилася в результаті злиття двох менших чорних дір. Станом на червень 2020 року було повідомлено, що в подвійній системі 2MASS J05215658+4359220 є найменша з відомих науці чорна діра з масою 3,3 маси Сонця та діаметром лише 19,5 кілометра.
Є докази спостережень за чорними дірами, які набагато масивніші за зоряні чорні діри. Це чорні діри середньої маси (у центрі кулястих скупчень) і надмасивні чорні діри в центрі Чумацького Шляху та інших галактик[джерело?].

## Рентгенівські компактні подвійні системи
Зоряні чорні діри в тісних подвійних системах можна спостерігати, коли речовина переноситься від зорі-компаньйона до чорної діри; енергія, що виділяється під час падіння на компактну зорю, настільки велика, що речовина нагрівається до температури в кілька сотень мільйонів градусів і випромінює рентгенівське випромінювання. Таким чином, чорну діру можна спостерігати в рентгенівських променях, тоді як зорю-компаньйона можна спостерігати за допомогою оптичних телескопів. Виділення енергії для чорних дір і нейтронних зір має однаковий порядок величини, тому чорні діри та нейтронні зорі часто важко відрізнити.
Однак нейтронні зорі можуть мати додаткові властивості. Вони демонструють диференціальне обертання, можуть мати магнітне поле та демонструвати локалізовані вибухи (термоядерні спалахи). Щоразу, коли спостерігаються такі властивості, компактний об'єкт у подвійній системі визначається як нейтронна зоря.
Усі виявлені нейтронні зорі мають масу менше 3,0 мас Сонця; жодна з компактних систем із масою вище 3,0 мас Сонця не має властивостей нейтронної зорі. Поєднання цих фактів робить усе більш імовірним те, що клас компактних зір із масою понад 3,0 маси Сонця насправді є чорними дірами.
Цей доказ існування зоряних чорних дір не ґрунтується повністю на спостереженнях: він також спирається на теорію. Поки не придумали жодного іншого об'єкта для цих масивних компактних систем у подвійних зорях, окрім чорної діри. Прямим доказом існування чорної діри було б фактичне спостереження за орбітою частинки (або хмари газу), яка падає в чорну діру.

## Дослідження чорних дір зоряної маси
2004 року з'явилось повідомлення про спостереження зіткнень в рентгенівському діапазоні. 25 серпня 2011 року з'явилося повідомлення про те, що вперше в історії науки група японських і американських фахівців змогла в березні 2011 року зафіксувати момент загибелі зорі, яку поглинає чорна діра.
11 лютого 2016 року колабораціями LIGO і Virgo було оголошено про перше пряме спостереження гравітаційних хвиль. Відкриття стало можливим внаслідок виявлення найважчої чорної діри зоряної маси, що коли-небудь спостерігалася.

## Удари чорної діри
Великі відстані над галактичною площиною, досягнуті деякими подвійними системами, є результатом натальних ударів чорної діри. Розподіл швидкостей натальних ударів чорної діри здається подібним до розподілу швидкостей ударів нейтронної зорі. Можна було очікувати, що імпульси будуть однакові з чорними дірами, які отримують нижчу швидкість, ніж нейтронні зорі, через їхню більшу масу, але, здається, це не так, що може бути наслідком падіння назад асиметрично викинутої матерії, що збільшує імпульс утвореної чорної діри.

## Масові розриви
Деякі моделі еволюції зір передбачають, що чорні діри з масами у двох діапазонах не можуть безпосередньо утворюватися внаслідок гравітаційного колапсу зорі. Іноді їх розрізняють як «нижні» та «верхні» розриви мас, що приблизно представляють діапазони від 2 до 5 і від 50 до 150 сонячних мас (M☉) відповідно. Інший діапазон, наведений для верхнього зазору, становить від 52 до 133 M☉. 150 M☉ розглядається як верхня межа маси для зір у поточну епоху Всесвіту.

### Нижній розрив маси
Через дефіцит спостережень за кандидатами з масами в межах кількох мас Сонця, припускають нижній розрив мас, що перевищує максимально можливу масу нейтронної зорі. Існування та теоретична основа цього можливого розриву залишається невизначеною. Ситуація може бути ускладнена тим фактом, що будь-які чорні діри, знайдені в цьому діапазоні мас, могли бути створені в результаті злиття подвійних систем нейтронних зір, а не через колапс зір.
Колаборація LIGO/Virgo повідомила про три події-кандидати серед своїх спостережень гравітаційних хвиль у циклі O3 з масами компонентів, які потрапляють у цей нижній розрив мас. Також повідомлялося про спостереження яскравої гігантської зорі, що швидко обертається, у подвійній системі з невидимим компаньйоном, який не випромінює світла, включаючи рентгенівські промені, але має масу 3.3+2.8
−0.7 маси Сонця. Це інтерпретується як припущення про те, що може існувати багато таких чорних дір малої маси, які наразі не поглинають жодного матеріалу і, отже, їх неможливо виявити за допомогою звичайного рентгенівської сигнатури.

### Верхній розрив маси
Верхній розрив маси передбачено комплексними моделями пізньої стадії еволюції зір. Очікується, що зі збільшенням маси надмасивні зорі досягають стадії, на якій виникає наднова з парною нестабільністю, під час якої утворення пар, утворення вільних електронів і позитронів під час зіткнення між атомними ядрами та енергетичними гамма-променями, тимчасово знижує внутрішній тиск, що не дає ядру зорі сколапсувати. Це падіння тиску призводить до часткового колапсу, який, своєю чергою, спричиняє значно прискорене горіння під час безконтрольного термоядерного вибуху, у результаті чого зоря повністю розлітається, не залишаючи зоряного залишку.
Наднові з парною нестабільністю можуть виникати лише в зорях із діапазоном мас від приблизно від 130 до 250 мас Сонця (M☉) (і металічністю від низької до помірної (мала кількість елементів, крім водню та гелію — ситуація, звичайна для зір популяції III)). Однак очікується, що цей розрив мас буде розширено приблизно до 45 мас Сонця в результаті процесу пульсаційної втрати маси парної нестабільності до виникнення «нормального» вибуху наднової та колапсу ядра. У зір, що не обертаються, нижня межа верхнього розриву мас може досягати 60 M☉. Була розглянута можливість прямого колапсу в чорні діри зір із масою ядра більше, ніж 133 M☉, для яких потрібна загальна зоряна маса більше, ніж 260 M☉, але ймовірність спостереження залишків наднової такої великої маси може бути малою; тобто нижня межа верхнього розриву мас може представляти відсічення маси.
Спостереження системи LB-1 за зорею та невидимим компаньйоном спочатку інтерпретувалися як чорна діра з масою близько 70 мас Сонця, яка була б виключена верхнім розривом мас. Однак подальші дослідження послабили це твердження.
Чорні діри також можуть бути знайдені в розриві мас через механізми, відмінні від тих, що стосуються однієї зорі, наприклад злиття чорних дір.

## Кандидати
У галактиці Чумацький Шлях міститься кілька кандидатів у чорні діри зоряної маси (BHC), які знаходяться ближче, ніж надмасивна чорна діра в центрі галактики. Більшість із цих кандидатів є членами рентгенівських подвійних систем, у яких компактний об'єкт відтягує речовину від свого партнера через акреційний диск. Маса ймовірних чорних дір у цих парах варіюється від трьох до більше десятка сонячних мас.
| Позначення               | Маса BHC (сонячні маси) | Маса компаньйона (сонячні маси) | Орбітальний період (дні) | Відстань від Землі (світлові роки) | Розташування       |
| ------------------------ | ----------------------- | ------------------------------- | ------------------------ | ---------------------------------- | ------------------ |
| LB-1                     | 68 +11/-13              | 8                               | 78,9                     | 15 000                             | 06:11:49 +22:49:32 |
| A0620-00/V616 Mon        | 11 ± 2                  | 2,6—2,8                         | 0,33                     | 3500                               | 06:22:44 −00:20:45 |
| GRO J1655-40 / V1033 Sco | 6,3 ± 0,3               | 2,6—2,8                         | 2,8                      | 5 000—11 000                       | 16:54:00 −39:50:45 |
| XTE J1118+480/KV UMa     | 6,8 ± 0,4               | 6—6,5                           | 0,17                     | 6200                               | 11:18:11 +48:02:13 |
| Cyg X-1                  | 11 ± 2                  | ≥18                             | 5,6                      | 6000—8000                          | 19:58:22 +35:12:06 |
| GRO J0422+32/V518 Per    | 4 ± 1                   | 1,1                             | 0,21                     | 8500                               | 04:21:43 +32:54:27 |
| GRO J1719-24             | ≥4.9                    | ~1,6                            | можливо 0,6              | 8500                               | 17:19:37 −25:01:03 |
| GS 2000+25/QZ Vul        | 7,5 ± 0,3               | 4,9—5,1                         | 0,35                     | 8800                               | 20:02:50 +25:14:11 |
| V404 Cyg                 | 12 ± 2                  | 6,0                             | 6,5                      | 7800 ± 460                         | 20:24:04 +33:52:03 |
| GX 339-4/V821 Ara        | 5,8                     | 5—6                             | 1,75                     | 15 000                             | 17:02:50 −48:47:23 |
| GRS 1124-683/GU Mus      | 7,0 ± 0,6               |                                 | 0,43                     | 17 000                             | 11:26:27 −68:40:32 |
| XTE J1550-564 /V381 Nor  | 9,6 ± 1,2               | 6,0—7,5                         | 1,5                      | 17 000                             | 15:50:59 −56:28:36 |
| 4U 1543-475 / IL Lupi    | 9,4 ± 1,0               | 0,25                            | 1,1                      | 24 000                             | 15:47:09 −47:40:10 |
| XTE J1819-254/V4641 Sgr  | 7,1 ± 0,3               | 5—8                             | 2,82                     | 24 000—40 000                      | 18:19:22 −25:24:25 |
| GRS 1915+105/V1487 Aql   | 14 ± 4,0                | ~1                              | 33,5                     | 40 000                             | 19:15:12 +10:56:44 |
| XTE J1650-500            | 9,7 ± 1,6               | 5—10                            | 0,32                     | 10,763                             | 16:50:01 −49:57:45 |

### Кандидати з інших галактик
| Позначення               | Маса BHC (сонячні маси) | Маса компаньйона (сонячні маси) | Орбітальний період (дні) | Відстань від Землі (світлові роки) | Розташування |
| ------------------------ | ----------------------- | ------------------------------- | ------------------------ | ---------------------------------- | ------------ |
| GW150914 (62 ± 4) M☉     | 36 ± 4                  | 29 ± 4                          | .                        | 1,3 мільярди                       |              |
| GW170104 (48,7 ± 5) M☉   | 31,2 ± 7                | 19,4 ± 6                        | .                        | 1,4 мільярди                       |              |
| GW151226 (21,8 ± 3,5) M☉ | 14,2 ± 6                | 7,5 ± 2,3                       | .                        | 2,9 мільярдів                      |              |

Зникнення червоного надгіганта N6946-BH1 після невдалої наднової в NGC 6946 могло призвести до утворення чорної діри.